# الأبله (رواية)
الأبله (بالروسية: Идиот) رواية كتبها الروائي الروسي فيودور دوستويفسكي في القرن التاسع عشر، وقد نُشرت لأول مرة مُتسلسلة في مجلة الرسول الروسي بين عامي 1868 و1869.
يمثّل العنوان إشارةً تهكميةً إلى بطل الرواية، الأمير ليف نيكولاييفيتش ميشكين، الشاب الذي تفترض عدة شخصيات في الرواية خطأً أنّه يفتقر للذكاء والفطنة بسبب أفعاله الخيرة وقلبه الطيب وبساطته وسذاجته. أراد دوستويفسكي من خلال الأمير ميشكين تصوير شخصية «الرجل الطيب الجميل بشكل لا يقبل الجدل». تبحث الرواية في عواقب وضع مثل هذا الفرد في خضم النزاعات والرغبات والعواطف والأنانية في المجتمع الدنيوي، سواء بالنسبة للرجل نفسه أو للآخرين.
يصف جوزيف فرانك رواية الأبله بأنها «أكثر روايةً من بين جميع أعمال دوستويفسكي الرئيسة شخصيّةً، وهو الكتاب الذي يجسد فيه أكثر قناعاته قدسيّةً وثُمنًا وأساسيّة». تتضمن الرواية وصفًا لبعضٍ من أصعب المحن الشخصية التي عاناها، مثل الصرع والإعدام المزيّف، وتستكشف الموضوعات الأخلاقية والروحية والفلسفية المترتبة عليها. كان دافع الأديب الأساسي في كتابة هذه الرواية توظيف مثله الأعلى، وهو المحبة المسيحية الحقيقية، في حياة المجتمع الروسي المعاصر.
نتجَ عن الأسلوب الفني الذي يعمل على اختبار الفكرة الأساسية باستمرار عدم قدرة المؤلف على التنبؤ دائمًا بالاتجاه الذي كانت تسير فيه أحداث الرواية أثناء الكتابة. للرواية هيكل غريب، وقد إشار العديد من النقّاد إلى تنظيمها الذي يبدو يبدو فوضويًّا. ووفقًا لغاري شول مورسون، «تنتهك رواية الأبله كل القواعد النقدية، ومع ذلك تستطيع بطريقة ما الوصول إلى العظمة الحقيقية». كان دوستويفسكي نفسه يرى أن تجربة كتابة هذه الرواية لم تكن ناجحة تمامًا، ولكن ظلّ العمل المفضل لديه من بين أعماله، إذ كتب في رسالة إلى نيكولاي ستراخوف: «لقد كُتب قسم كبير من الرواية على عجل، والكثير من أجزائها مُسهبة ولم تكتب بهذه الجودة، ولكن بعض الأجزاء الأخرى كانت جيدة. إنني لا أُثني على الرواية، ولكنني أُثني على الفكرة».

## نظرة عامة
كان دوستويفسكي يعيش في سويسرا مع زوجته الجديدة آنا غريغورينا، بعد أن غادر روسيا من أجل الهروب من دائنيه، عندما بدأ العمل في سبتمبر عام 1867 على كتابة رواية الأبله. كانوا يعيشون في فقر مدقع، وكان عليهم دومًا اقتراض المال أو رهن ممتلكاتهم. طُردوا من مسكنهم خمس مرات لعدم دفع الإيجار، وبحلول الوقت الذي أنهى فيه الرواية في يناير 1869، كانوا قد انتقلوا بين أربع مدن مختلفة في سويسرا وإيطاليا. خلال هذا الوقت، وقع دوستويفسكي بين براثن الإدمان على لعب القمار وخسر قليلًا من المال الذي كان في حوزته على طاولات الروليت. كان يعاني من نوبات صرع متكررة شديدة، جرت إحداها بينما كانت آنا في طريقها إلى الولادة مع ابنتهما صوفيا، ما أخّر الوصول إلى القابلة. مات الطفل عند بلوغه ثلاثة أشهر فقط، وألقى دوستويفسكي باللوم على نفسه في هذه الحادثة.
تكشف دفاتر دوستويفسكي لعام 1867 عن ريبة عميقة في ما يتعلق بالمنحى الذي اتخذه لكتابة الرواية. كتب مسودات للحبكة مفصلة ووضع مخططات تقريبية للشخصيات، ولكنه سرعان ما تخلى عنهم واستخدم مخططات وحبكات جديدة بدل السابقة. كانت الشخصية التي من المُقرر أن تكون الأمير ميشكين في أحد المسودات الأولية شخصية رجل شرير يرتكب سلسلة من الجرائم الفظيعة، منها اغتصاب شقيقته بالتبني (ناستاسيا فيليبوفنا)، ولكن يعود إلى طريق الصلاح فقط عن طريق تحوله للدين المسيحي بمساندة المسيح. ولكنه تبنى فرضية جديدة بحلول نهاية العام. أوضح دوستويفسكي في رسالة موجهة إلى أبولون مايكوف أن ظروفه اليائسة قد «أجبرته» على اغتنام فكرة كان قد نظر فيها بتمعن لبعض الوقت، لكنه كان خائفًا، وشعر أنه غير مستعد فنيًا لذلك. كانت هذه فكرة «تصوير إنسان جميل ومتكامل تمامًا». بدلًا من إحضار رجل وتحويله إلى عالم الخير، أراد أن يبدأ القصة بشخص مسيحي بالفعل، شخص بريء أساسًا وعاطفي للغاية، ليختبره ضد التعقيدات النفسية والاجتماعية والسياسية للعالم الروسي الحديث. لم يكن الأمر يتمحور حول كيفية تأثّر الرجل الصالح بهذا العالم فقط، ولكن كيف سيتأثر العالم به أيضًا. سيتمكن عبر سلسلة من المشاهد المخزية من «دراسة مشاعر كل شخصية وتدوين طريقة تفاعلها مع لميشينك ومع بقية الشخصيات الأخرى». كانت الصعوبة في هذا النهج أنه هو نفسه لم يكن يعلم سلفًا ماذا ستفعل الشخصيات، لذا لم يكن قادرًا على التخطيط المسبق لحبكة الرواية أو هيكلها. ومع ذلك، أُرسلت الفصول الأولى للرواية إلى الرسول الروسي في يناير 1868.

## القصة

### الجزء الأول
تبدأ الرواية مع الأمير ميشكين، شاب في منتصف العشرينيات ونجل واحدة من أقدم العائلات الروسية النبيلة، وهو على متن قطار متجه إلى سانت بطرسبرغ في صباح بارد من شهر نوفمبر. عاد هذا الشاب إلى روسيا بعد أن قضى السنوات الأربعة الماضية في عيادة سويسرية لعلاج حالة صرع حادّ. يلتقي ميشكين خلال الرحلة بابن تاجر يدعى بارفيون سيميونوفيتش روجوين ويصيبه الذهول لما يملكه هذا الفتى من عواطف شديدّة، لا سيما فيما يتعلق بامرأة باهرة الجمال تدعى ناستاسيا فيليبوفنا يفصح عن هوسه بها. ورث روجوين للتو ثروة ضخمة بعد وفاة والده، وينوي توظيفها للوصول إلى غايته. ينضم إلى محادثتهما موظف حكومي يُدعى ليبيديف، وهو رجل لديه معرفة عميقة بسفاسف المجتمع وإشاعاته، ويعزم ليبيديف هذا على ملازمة روجوجين حالما يعرف هويته.
يهدف ميشكين في رحلته هذه إلى التعرف على قريبته البعيدة ليزافيتا بروكوفيفنا والاستفسار عن مسألة عمل. قريبته ليزافيتا هي زوجة الجنرال إيبانشين، وهو رجل ثري ومحترم في منتصف الخمسينيات من عمره. عندما يزور الأمير الجنرال، يلتقي مساعده جافريل أرداليونوفيتش إيفولجين (جانيا). كان الجنرال وشريكه الأرستقراطي توتسكي يعملان في الفترة الأخيرة على ترتيب زواج بين جانيا وناستاسيا فيليبوفنا، إذ كان توتسكي الوصي على ناستاسيا فيليبوفنا اليتيمة خلال طفولتها، ولكنه استغل وصايته لاستخدامها لإشباع رغباته الجنسية، وبما أن ناستاسيا الناضجة الآن ترى علاقتهما على حقيقتها، يعتقد توتسكي أن هذا الزواج قد يريحها ويحرره حتى يتمكن من الزواج من الابنة الكبرى للجنرال إيبانشين، ولذا يعد جانيا بتقديم مبلغ 75000 روبل مقابل زواجه بها. عزمت ناستاسيا التي تشكّ بغانيا وتدرك أن عائلته لا تريدها أمرها، ولكنها وعدت بإعلان قرارها خلال حفل عيد ميلادها. يناقش جانيا والجنرال الموضوع علنًا أمام ميشكين ويريه جانيا صورة لناستاسيا تثير دهشته خاصةً بسبب الجمال المظلم لوجهها.
يتعرّف ميشكين على ليزافيتا بروكوفيفنا وبناتها الثلاثة: ألكسندرا وأديليدا وأغلايا. تظهر الفتايات الثلاثة فضولًا كبيرًا حياله ولا يخجلن من التعبير عن آرائهن فيه، وخاصةً أغلايا، إلا أنه يشبع فضولهن ويتحدث بصراحة كبيرة حول مجموعة متنوعة من الموضوعات تشمل مرضه وانطباعاته عن سويسرا والفن والفلسفة والحب والموت وقصر الحياة وعقوبة الإعدام وحتى الحمير. عندما يسألنه عن حبّه، يروي لهم حكاية طويلة من الفترة التي قضاها في سويسرا عن امرأة مضطهدة تدعى ماري صادقها مع مجموعة من الأطفال بعدما نبذها المجتمع ظلماً وأُدينت أخلاقيًّا. ينهي الأمير حديثه بوصف ما يستشفه من شخصياتهن عبر تأمل وجوههن ويفاجئهن بالقول إن جمال أغلايا يكاد يضاهي جمال ناستاسيا.
يستأجر الأمير غرفة في شقة إفولجين التي تشغلها عائلة غانيا ومستأجر آخر يدعى فردوشينكو. يحوم القلق على العائلة نتيجة هذا الزواج، والذي تعتبره والدته وشقيقته (فاريا) مخزيًا، وعندما يصل الخلاف بين أفراد العائلة إلى ذروته، تصل ناستاسيا نفسها لزيارة عائلتها الجديدة المحتملة. يكافح غانيا صدمته وإحراجه ويقوم بتقديمها إلى أفراد عائلته، ولكن عندما تنفجر في نوبة ضحك هستيرية على مظهر وجهه، يتحول تعبيره إلى كراهية قاتلة. يتدخل الأمير لتهدئته ليفرّغ غانيا غضبه عليه. دخول والد غانيا الجنرال إيفولجين والسكير صاحب الأكاذيب المتقنة لا يساعد على تهدئة التوتّر على الإطلاق، إذ تشجّعه ناستاسيا على صنع الأكاذيب لتسخر منه بعدها. تتفاقم إهانة جانيا بوصول روجوجين برفقة حشد صاخب من السكارى والأوغاد، من بينهم ليبيديف، حيث يبدأ روجوين المزايدة علنًا على ناستاسيا، منتهيًا بعرض بقيمة مائة ألف روبل. تطالب فاريا نتيجة لازياد قبح الموقف بغضب أن يطرد شخص ما هذه «المرأة الوقحة»، فيمسك غانيا بذراع أخته التي تردّ بالبصق في وجهه. يتدخل الأمير وهو على وشك أن يضربها مرة أخرى ليتلقّى صفعة من غانيا على وجهه تثير صدمة الجميع بما في ذلك ناستاسيا التي تجهد للحفاظ على موقفها اللااكتراثي والمتهكم بينما يسعى الآخرون إلى تهدئة الأمير. ينصحها ميشكين بعدها قائلًا إنّها ليست كما تحاول أن تظهر، مما يدفعها إلى الاعتذار لوالدة جانيا والمغادرة بعد أن تطلب من الأخير أن يحضر حفل عيد ميلادها في مساءً. يذهب روجوجين وعصبته لجمع مبلغ المئة ألف روبل الذي وعد ناستاسيا به.
يحضر هذه الحفلة توتسكي والجنرال إيبانشين وغانيا وصديقه بتيتسين (خطيبة فاريا) وفرديشينكو الذي يلعب بموافقة ناستاسيا فيليبوفنا دور المهرج الساخر. يجد الأمير الحفلة ويصل إليها من غير دعوة بمساعدة كوليا، شقيق غانيا الأصغر. يقترح فرديشتينكو بغية إنعاش الحفلة لعبة يروي فيها الجميع قصة أسوأ شيء فعلوه على الإطلاق، ما يصيب الجميع بالصدمة ما عدا ناستاسيا فيليبوفنا التي تبدو متحمسة. عندما يأتي دور توتسكي فإنه يروي حكاية طويلة وقديمة ولكنها تافهة وعادية. تُصاب ناستاسيا بالاشمئزاز من نفاق توتسكي وتذهب إلى ميشكين طالبةً نصيحته بشأن زواجها من جانيا، فينصحها ميشكين بعدم القيام بذلك، لتعلن رغم استياء توتسكي والجنرال إيبانشين وجانيا قبولها لهذه النصيحة. يصل في هذا الوقت روجوزين وعصبته ومعهم المئة ألف روبل، فتستعد ناستاسيا للمغادرة معهم مستغلةً المشهد الفاضح لإذلال توتسكي، ولكن عندها يعرض ميشكين الزواج منها. يعرض ميكشين طلبه بكل لطافة وصدق، ويردّ على المشككين الذي يسألون كيف سيعشيون بعرض وثيقة تدل على أنه سيحصل قريبًا على ميراث كبير. على الرغم من دهشتها وتأثرها العميق، تختار ناستاسيا المغادرة مع روجوزين بعد أن تلقي المئة ألف في النار وتخبر جانيا أنها ملكه إذا أراد إخراجها، ويجري ميشكين وراءها ووراء العصبة.

### الجزء الثاني
تعيش ناستاسيا طوال مدة ستة شهر كاملة حالة حيرة وتمزّق بين ميشكين وروجوجين، فيتعذب ميشكين بسبب معاناتها، ويتعذب روجوزين بسبب حبها لميشكين وازدراءها لرغبته بها. يزور الأمير منزل روغوزين لدى عودته إلى بطرسبورغ، ويشعر برعب متزايد من سلوك روجوزين تجاهها، إذ يعترف بضربها في حالة من الغضب الشديد ويذكر رغبته بضرب عنقها. على الرغم من التوتر بينهما، إلا أنهما ينفصلان على وئام، حتى أن روجوزين يقوم بلفتة ودية، ولكن يظل الأمير مضطربًا، ويقضي الساعات القليلة التالية متجولًا في الشوارع ومنغمسًا في التأمل. يشتبه الأمير في أن روجوزين يراقبه، ولكنه ويعود إلى فندقه حيث يهاجمه روجوزين المختبئ في الدرج بسكين، يُصاب عندها الأمير بنوبة صرع عنيفة ويهرب روجوزين مذعورًا.
يتبع ميشكين بعد تعافيه ليبيديف (الذي استأجر منه منزلًا ريفيًا) إلى منتجع صيفي في مدينة بافلوفسك؛ لعلمه أن ناستاسيا موجودة في بافلوفسك وأن ليبيديف على علم بتحركاتها وخططها. يصدف وجود عائللة إيبانشينز في ذات المدينة أيضًا، وتأتي العائلة لزيارة الأمير مع صديقهم يفغيني بافلوفيتش رادومسكي، وهو ضابط عسكري وسيم وثري يظهر اهتمامًا بأجلايا التي تهتم بدورها بميشكين. تقرأ أجلايا مسببةً الإحراج لميشكين ولكن المتعة للآخرين قصيدة بوشكين "الفارس الفقير" في إشارة إلى جهوده النبيلة لإنقاذ ناستاسيا فيليبوفنا.
يقاطع بوردوفسكي بوصوله زيارة عائلة إيبانشين بكل وقاحة، وهو شاب يدعي أنه الابن غير الشرعي لولي نعمة ميشكين الراحل بافليششيف، وتدعم بوردوفسكي هذا العاجز عن التعبير عن نفسه مجموعة من الشباب الوقحين تشتمل على إيبوليت تيرنتييف البالغ من العمر سبعة عشر عامًا، والمناصر للعدمية دوكتورينكو، وكيللر، الضابط السابق الذي كتب بمساعدة ليبيديف مقالًا يشوه فيه سمعة الأمير وبافليششيف. تطلب هذه العصبة المال من ميشكين على أن يكون تعويضًا «عادلًا» مقابل ما قدمه له بافليششيف من عون، ولكن تنهار شجاعتهم المتغطرسة عندما يثبت جافريل أرداليونوفيتش الذي كان يبحث في الأمر نيابة عن ميشكين بشكل قاطع أن الادعاء كاذب وأن بوردوفسكي قد خُدع. يحاول الأمير التصالح مع الشباب ويقدم لهم الدعم المالي على أية حال، ولكن تشعر ليزافيتا بروكوفييفنا بالاشمئزاز وتفقد السيطرة وتهاجم كلا الطرفين بشراسة. يضحك إيبوليت، فتمسكه ليزافيتا بروكوفييفنا من ذراعه بقوة، مما يتسبب في إصابته بنوبة سعال طويلة، ولكنه ما يلبث أن يصبح هادئًا فجأةً، وبخبرهم جميعًا أنه على وشك الموت، ويطلب بأدب أن يسمح له بالتحدث معهم لفترة من الوقت، يحاول خلاله بخراقة التعبير عن حاجته إلى حبهم، مما يدفعه في النهاية هو وليزافيتا إلى الوصول إلى حد البكاء، ولكن بينما يناقش الأمير وليزافيتا بروكوفيفنا ما يجب فعله مع الفتى السقيم، يحدث تحول آخر ويغادر إيبوليت مع الشباب الآخرين بعد إطلاق العنان لسيل من الإساءات على الأمير. تغادر عائلة إيبانشين أيضًا وليزافيتا وأجلايا غاضبتان بشدة من الأمير. فقط يفغيني بافلوفيتش يبقى في حالة معنوية جيدة ويغادر مبتسمًا، ولكن تمرّ عندها عربة بهية بجانب الكوخ وينادي منها صوت ناستاسيا فيليبوفنا الرنان يفغيني بافلوفيتش لتخبره بنبرة شخص يعرفه ألا يقلق بشأن جميع سندات الدين لأن روجوزين اشتراها. تغادر العربة تاركةً الجميع وخاصة الأمير ويفغيني في حالة من الصدمة، ويدعي الأخير أنه لا يعرف شيئًا عن هذه الديون، وتثير دوافع ناستاسيا تكهنات قلقة كثيرة.

## الشخصيات

### الشخصيات الرئيسية
ليون نيكولايفيتش ميشكين (الأمير ميشكين): بطل الرواية وشاب في أواخر العشرينات عاد إلى روسيا بعد فترة طويلة قضاها في الخارج للعلاج من الصرع. تخلق بقايا مرضه إلى جانب براءته ونقص تجربته الاجتماعية أحيانًا انطباعًا سطحيًا وخاطئًا لدى الآخرين بأنه مصاب باختلال عقلي أو نفسي، فتُطلق معظم الشخصيات الأخرى عليه في وقتٍ ما لقبَ «الأبله»، إلا أن جميعهم تقريبًا يتأثرون به بشدة. وعلى خلاف ما يبدو عليه، إنّه ذكي للغاية ومدرك لذاته وبديهي ومتعاطف؛ إنّه شخص قد فكر مليًّا في طبيعة الإنسان والأخلاق والروحانية، ولديه القدرة على التعبير عن تلك الأفكار بمنتهى الوضوح.
ناستاسيا فيليبوفنا باراشكوفا: البطلة الأنثوية الرئيسية، فتاة جميلة وذكية وشرسة وذات نزعة تهكمية مظلمة وشخصية تراها معظم الشخصيات الأخرى خطيرة. وعلى الرغم من أنها كريمة المحتد، إلا أنها يُتّمت في السابعة من عمرها، ليتلاعب بها وصيها الشهواني توتسكي ويحوّلها إلى خادمة جنسية. تُنتج براءتها المكسورة والنظرة الاجتماعية للعار شخصية عاطفية وهدّامة. يتأثّر الأمير بجمالها ومعاناتها بشدة، وعلى الرغم من شعوره بأنها مجنونة، يظلّ مخلصًا لها. تعيش ناستاسيا حالة تمزّقٍ وحيرة بين تعاطف ميشكين وهوس روغوجين بها.
روغوجين (بارفيون سميونوفيتش): شاب ورث مؤخرًا ثروة ضخمة من والده التاجر ومغرم مجنون بنستاسيا فيليبوفنا إلى حدّ الاستهتار بنفسه في سبيل ملاحقتها. يُعجب روغوجين لا إراديًّا بالأمير ويثق به منذ اللقاء الأوّل، ولكنّه يحقد عليه لاحقًا لغيرته. تجسّد هذه الشخصية الحب الشهواني والغريزي على نقيض حب ميشكين المستند إلى التعاطف والمبني على القيم المسيحية.
أغلايا إيفانوفا إيباشين: الابنة الصغرى فائقة الجمال لقريبة ميشكين البعيد ليزافيتا بروكوفيفنا وزوجها الجنرال إيبانشين الثري والمحترم. تظهر أغلايا على أنها فتاة معتدّة بنفسها ومتسلّطة ونافذة الصبر، ولكنّها مليئة أيضًا بروح الدعابة والضحك والبراءة. ينجذب الأمير إليها بشكل خاص لاسيما بعد أوقاته العصيبة مع ناستاسيا ورغوجين.
إيبوليت تيرينيف: شاب مُثقّف مناصر للعدميّة يحتضر في مرحلة متأخرّة من مرض السلّ. يسعى إيبوليت نتيجة المثالية الشبابية المعتادة إلى الحصول على الحب والاهتمام من الآخرين، ولكن تقوده لامبالاتهم ونرجسيته إلى مراحل متطرّفة من السخرية والتمرّد. يمكن النظر للشخصية على أنها شبه نظير لشخصية الأمير، فكلاهما يمرّان بظروف متشابهة تدفعهما للتأمل بنفس الأسئلة الميتافيزيقية، ولكنّهما يصلان إلى نتائج متناقضة كليًّا.

### شخصيات أخرى
- غانيا (جافريل أرداليونوفيتش): شاب كُفء ولكنّه شديد الاعتداد بنفسه والجشع. يطلب غانيا يدّ ناستاسيا رغم كُرهه لها سرًّا طمعًا بالمال الذي يعده به توتسكي، ولكنها ترفضه وتهينه، ويحاول غانيا أيضًا التنافس مع ميشكين على حبّ أغلايا. يمثّل غانيا، هذا الرجل المتواضع الساخط على افتقاره إلى الأصالة، الحب المتولّد عن الغرور، وتتباين شخصيته مع شخصيات ميشكين ورووجوزين.[11]
- ليبيديف (لوكيان تيموفيفيتش): سكّير عربيد جعله فضوله الذي لا ينطفأ وطموحه التافه مخزنًا لأخبار المجتمع، مستخدمًا هذه الأخبار والمعلومات للتملّق لرؤسائه ولتنفيذ مخططاتٍ ومكائدٍ مختلفة. يتخلّل اهتماماته البغيضة حسّ دعابة خبيث وذهن حاد وفترات عابرة من النقد الشديد للذات والتعاطف مع الآخرين.
- ليزافيتا بروكوفيفنا: والدة أغلايا وقريبة ميشكين. وإن كانت تشبه الأطفال في عفوية مشاعرها، إلا أنها قوية الإرادة ومستبدّة، لا سيما فيما يتعلق بمسائل الشرف والأخلاق. يرى ميشكين أنّ ابنتها أغلايا تشبهها إلى حدّ كبير.
- الجنرال إيفان فيودوروفيتش إبانشين: والد أغلايا.
- ألكساندرا إيفانوفنا: أخت أغلايا والابنة الكبرى لإيفان فيودوروفيتش وليزافيتا بروكوفيفنا.
- أديلايدا إيفانوفنا: أخت أغلايا والابنة الثانية لإيفان فيودوروفيتش وليزافيتا بروكوفيفنا.
- الأمير سين: أرستقراطي ليبرالي يتزوج أديلايدا إيفانوفنا.
- يفغيني بافلوفيتش رادومسكي: ضابط وسيم وصديق مقرب من عائلة الجنرال إبانشين. تجعل الشائعات التي تدور حول اهتمامه بأغلايا ناستاسيا (التي تريد جمع أغلايا والأمير معًا) تكشف علنًا عن بعض جوانب ماضيه السيئة، ومع ذلك يصبح هو والأمير صديقين يحترم كلّ منهما ذكاء الآخر.
- أفاناسي إيفانوفيتش توتسكي: أرستقراطي ماجن وثري، وصديق وزميل عمل للجنرال إيبانشين، والوصي السابق على ناستاسيا.
- الجنرال افولجين (أرداليون أليكساندروفيتش): والد جانيا ورجل محترم ولكنه سكير ومهووس بالكذب. تدور أحداث قصة فرعية في الجزء الرابع حوله، إذ تحكي هذه القصة عن ملابسات سرقة مبلغ 400 روبل من ليبيديف.
- نينا أليكساندروفنا: زوجة الجنرال إيفولجين الصبورة وأم جانيا وفاريا وكوليا.
- كوليا (نيكولاي أرداليونوفيتش): الأخ الأصغر لجانيا، وصديق إيبوليت، ولاحقًا صديق مقرب للأمير.
- فاريا (فارفارا أرداليونوفنا): أخت جانيا.
- إيفان بتروفيتش بتيتسين: صديق جانيا وزوج فاريا.
- فردوشينكو: مستأجر لدى عائلة افولجين وسكّير تقدّر ناستاسيا سلوكه المبتذل وفكاهته الفظة ولكن الثاقبة.
- أنتيب بوردوفسكي: شاب يتوهّم أنه الابن غير الشرعي لبافليشيف وليّ نعمة ميشكين، فيبدأ بمطالبة الأمير بالمال بشراسة، ولكنه يعجب به لاحقًا.
- كيلر: ملازم متقاعد. كان في البداية أحد أفراد عصبة روجوين، ومن ثمّ يصبح رفيقًا لإيبوليت وبوردوفسكي ويكتب مقالًا لتشويه سمعة الأمير، إلا أنه يبدي لاحقًا إعجابه بالأمير ويبادر بالدفاع عنه.
- دكتورينكو: ابن أخت ليبيديف ومناصر للعدمية يتزعّم مع إيبوليت هجوم بوردوفسكي على الأمير.
- فيرا لوكيانوفنا: ابنة ليبيديف.

## الموضوعات

### الإلحاد والمسيحية في روسيا
يسود الرواية حوارٌ متواصل بين موضوعي الإلحاد والمسيحية (الأرثوذكسية الروسية بالنسبة لدوستويفكسي) شديدي الارتباط. تشدّد نظرة دوستويفكسي عن الأيمان المسيحي، هذه النظرة التي تشكلت قبل تكوين نظرته الفلسفية عن الأرثوذكسية ولكنها لم تتغير أبدًا، على حاجة الإنسان إلى الإيمان بخلود الروح، وتربط هذه النظرة المسيح بمُثل «الجمال والحقيقة والأخوية وروسيا». أُريد لشخصية الأمير أن تكون تجسيدًا لهذه «الفكرة (الروسية) المسيحية النبيلة». يعطي انغماس الشخصية في العام الروسي أواخر القرن التاسع عشر ذو التوجهات الإلحادية والماديّة المتزايدة الفرصة لتفصيل هذه الفكرة باستمرار واختبارها في كل مشهد جديد ومع كل الشخصيات الأخرى. ومع هذا لا يمكن القول أن مسيحية الأمير مجرد مجموعة من العقائد والمعتقدات، بل هي مبدأ يعيشه تلقائيًّا وعفويًّا في علاقاته مع الآخرين؛ فأينما ما ظهر، «تتفتت الحواجز الطبقية بين الأفراد ويتكون اتصال داخلي فيما بينهم... تمتلك شخصيته القدرة الفريدة على إبعاد كل ما يفرّق الناس ويعطي الحياة جدّية زائفة».
تقدّم شخصية العدمي الشاب إيبوليت الشرح الأوضح للتحديات الإلحادية ضد نظرة ميشكين، وخاصةً كما يتجلّى هذا الوضح في المقالة الطويلة المعنونة «شرح لا غنى عنه» التي يقرأها الشاب على الأشخاص المتواجدين في حفلة عيد ميلاد الأمير خلال الجزء الثالث من الرواية. تستأنف هذه المقالة الحديث عن موتيفة كانت قد ذُكرت للمرة الأولى في بداية الجزء الثاني في حوار بين ميشكين ورغوجين خلال تأملهما لنسخة من لوحة جسد المسيح الميت في القبر للرسّام هولباين في بيت روغوجين، عندما يعتبر الأخير أن هذه اللوحة تقتل إيمانه تدريجيًّا. احتلت هذه اللوحة أهمية خاصة لدى دوستويفسكي لأنه رأى فيها هدفه في «مواجهة المعتقد المسيحي بكل ما يعارضه». يزعم إيبوليت أن اللوحة التي تصوّر بواقعية مطلقة جثّة المسيح المعذّبة والمتفسّخة في القبر تمثّل تجسّد انتصار الطبيعة العمياء على فكرة الخلود عبر الإله التي مثّلها وجود المسيح على الأرض. لا يقدر إيبوليت على مشاركة ميشكين إيمانه بالوحدة المتناغمة للوجود، هذا الإيمان الذي أوقظ بقوّة في بداية الرواية عند وصف الأورة التي تسبق الصرع، ولهذا يرى إيبوليت قوانين الطبيعة القاسية وحشية، وخاصة بسبب اقترابه من الموت نتيجة السل:
لا يناقش الأمير حجج إيبوليت الإلحادية على نحوٍ مباشر كما قد يفعل أحد المنظرين الدينيين، بل يدرك أن إيبوليت يشابهه روحيًّا ويبصر بتعاطف النزاع داخله بين رفضه لهذه الأفكار ووحشية العالم حوله وسخريته ولا اكتراثه.

#### الكاثوليكية
تُقصي مسيحية الأمير باعتباره تجسيدًا للمفهوم المسيحي الروسي الكاثوليكية بوضوح، إذ يحتوي خطابه العنيف غير المتوقع خلال حفلة عشاء عائلة إيبانشين تأكيدات لا لبس فيها على أن الكاثوليكية معتقد غير مسيحي، وعلى أنها تنشر تعاليم مناقضة لتعالم المسيح، وعلى أن تحريفها وتغييرها لتعاليم المسيح بهدف الاستئثار بالسلطة السياسية هو المسؤول عن ولادة الإلحاد. يرى ميشكين أن الكنيسة الكاثوليكية مجرّد خليفة للإمبراطورية الرومانية الغربية، فهي أيضًا تستغل تعاليم المسيح وشخصه بغية تثبيت نفسها على العرش الدنيوي وتمكين سلطتها وتوسيعها بحدّ السيف، كما يرى أن هذا الاستغلال خيانةٌ لتعاليم المسيح التي تسمو فوق الطمع بالسلطة الدنيوية (وهو اختبار الشيطان الثالث للمسيح) وتخاطب مشاعر الأفراد الأسمى النابعة، كما يعتقد ميشكين، مما يسمّيه «الظمأ النفسي». وهكذا تصبح الاشتراكية والإلحاد رد فعل ناتج عن خيبة أمل العامة نتيجة انتهاك الكنيسة لسلطتها الروحية والأخلاقية.
إن «الظمأ النفسي» هذا هو الذي يدفع ميشكين إلى انتقاد تأثير الكاثوليكية والإلحاد على روسيا بلا هوادة، إذ يعتقد أن الروسي لا يشعر بهذا الظمأ شديدًا فحسب، بل يصبح بسببه عرضةً لتصديق المعتقدات الفاسدة:
يظهر مجدّدًا موضوع تأثير الكاثوليكية الضارّ على الروح الروسية، وإن كان على نحو أقل وضوحًا وحدة، في شخصية أغلايا. أغلايا شخصية جيّاشة العواطف ومثالية تمامًا مثل ذلك الروسي الذي تحدّث عنه في خطابه المناهض للكاثوليكية، ولهذا تعيش في نزاع دائم مع ضجرها من اعتدال الطبقة والوسطى وتشمئز من الانحلال الأخلاقي للطبقة الارستقراطية التي يخدمها والداها. وهكذا يجذبها «حنينها إلى عالم أرفع وأسمى» إلى الكاثوليكية الأصولية، كما ترى في إخلاص الأمير لناستاسيا بطولة فارس صليبي تخلّى عن كل ما يملك في سبيل القتال من أجل معتقداته ومثله. تستشيط آغلايا غضبًا عندما يحاول ميشكين عقد السلام مع أعدائه (إيبوليت وأصدقاؤه العدميون) وتقديم يد العون لهم بدلًا من أن «يدافع عن نفسه بزهو». يقود سوء فهم أغلايا لدوافع الأمير إلى ذبول زهرة حبّ بريء كان من الممكن أن تُزهر. تهجر أغلايا تحت تأثير قسّ كاثوليكي عائلتها بعدما قررت السفر إلى الخارج عقب الكارثة الأخيرة وتهرب مع «كونت» بولندي.

### البراءة والذنب
يفرّق دوستويفكسي في ملاحظاته بين الأمير وغيره من الشخصيات الأدبية النبيلة (مثل دون كيخوتي وبكوك)، مؤكّدًا أن شخصيته بريئة لا هزلية. وإن اُستخدمت براءة الأمير أداةً لانتقاد الآخرين في بعض الأحيان عبر إظهار فسادهم وأنانيتهم، إلا أن براءته جدية لا هزلية، كما يملك الأمير بصيرةً تمكنه من فهم النفس البشرية عبر افتراض وجود ذات البصيرة لدى الجميع حتى عندما يسخرون منه أو يحاولون خداعه أو استغلاله. يمكن إيجاد أمثلة عن هذه التوليفة بين البراءة والبصيرة في محاوراته مع جميع الشخصيات الأخرى تقريبًا. يفسّر ميشكين هذه الظاهرة بنفسه في مشهد مع كيلر الماكر و«النبيل». يقرّ في هذا المشهد كيلر أنه أتى إلى الأمير لأسبابٍ نبيلة (للرقي الأخلاقي) ونفعية (اقتراض مبلغ كبير من المال) في ذات الوقت، ولكن قبل أن يفعل ذلك يحزر الأمير أنه أتى لاقتراض المال ويناقش معه غرابة ظاهرة «الأفكار المزدوجة»:
تفطن أغلايا إلى هذا الجانب من براءة الأمير رغم استيائها المتكرر من سلبيته، وتفصح عن فهمها خلال محاورتهما على الدكة الخضراء عندما تخبره أن «الذكاء ذكاءان: ذكاء أساسي وذكاء ثانوي (195)».
تمثّل شخصية ناستاسيا الصراع الداخلي بين البراءة والذنب، فمع أن ناستاسيا تقبلت حكم المجتمع عليها بأنها امرأة ساقطة أخلاقيًّا بعد أن استحلّ توتكسي جسدها منذ عمر السادسة عشر، إلا أنها تضمر كذلك بداخلها إحساس طفل مهدور الحق ببراءته المحطمة التي تتوق للخلاص. أثمرت هذه المشاعر المختلطة عن شخصية خارجية ساخرة من كل شيء وضارة لما حولها، ولكنها تخفي داخلها كيان هشّ يعذّبه جرح عميق. يخاطب الأمير عندما يحادثها فقط الكيان الداخلي هذا بينما ترى هي فيه وتسمع إثباتًا لبراءتها لطالما حلمت به، ولكن يبقى صوت الذنب حاضرًا ولا ينفك عن فرض نفسه. يرى ميشكين في تأكيدها الدائم لخطيئتها «لذّة فظيعة مخالفة للطبيعة هي لذّة إشباع نوع من الانتقام من أحد الناس (205)». إحدى الطرق الأساسية التي يفرض بها هذا الصوت نفسه هي بجعلها دائمًا تختار الرضوخ لهوس روغوجين بها وإن علمت أن نهاية الأمر قد تكون موتها المحتم.
يظهر موضوع الصراع الداخلي بين البراءة والذنب من خلال العديد من شخصيات الرواية عبر صفاتهم الفردية المختلفة. على سبيل المثال، يداوم الجنرال إيفولجين على رواية أكاذيبه القبيحة، ولكن يستطيع كل من يفهمه حقًّا (أمثال ميشكين وليبيديف وكوليا) أن يرى أنه أنبل الناس وأكثرهم شرفًا. وعندما يضعف ويقدم على السرقة، تجتاحه مشاعر العار حتى أنّها تسبّب له سكتة دماغية. يقضي ليبيديف وقته في المكر والخداع، ولكننا نراه كذلك مؤمنًا تقيًّا تجتاحه نوبات من كره الذات ناتجة عن شعوره بالذنب. ينزع ميشكين ذاته إلى الخجل من أفكاره وأفعاله، فحتى عندما يكاد روغوجين يهاجمه بالسكين يشعر ميشكين بأنه على قدرٍ مكافئ من الذنب لأنه كاد يفكر بفعل ما كاد يفعله روغوجين. في حادثةٍ مشابهة، يؤنّب الأمير نفسه لأنه تنقصه الحيلة والمهارة وذلك عندما يشعر بوردوفسكي الذي طلب من الأمير مالًا بالاستناد إلى قصة كاذبة بالإهانة بعدما حاول الأمير تقديم العون له.

### موضوعات تمس الكاتب

#### الإعدام
حُكم على دوستويفكسي عام 1849 بالأعدام رميًا بالرصاص جزاء مشاركته في أنشطة رابطة بيتراشيفسكي. سيق بعد فترة قصيرة من التحقيق والمحاكمة هو وزملاءه من دون سابق إنذار إلى ساحة سميونوفسكي وقُرئ عليهم حكم الإعدام. قبيل لحظات من إطلاق النار على أول ثلاثة مساجين، وصلت رسالة من القيصر بتخفيف حكم الإعدام إلى الأشغال الشاقة في سيبيريا.
كان لهذه الحادثة أثر كبير في نفس دوستويفسكي، لدرجة أنه جعل الأمير ميشكين يتحدث بعمقٍ عن موضوع عقوبة الإعدام في الجزء الأول من روايته الأبله (بعد حوالي عشرين عامًا من حادثة المحاكمة). يحكي الأمير بينما هو يتحدث مع نساء عائلة إيبانشين قصة تطابق تجربة دوستويفسكي، إذ يروي حكاية رجل من أصل 27 شخص ارتكبوا تهمة سياسية وسيقوا إلى المنصة حيث قُرئ عليهم حكم الإعدام رميًا بالرصاص.